# Sud Cinti
Sud Cinti é uma província da Bolívia localizada no departamento de Chuquisaca, sua capital é a cidade de Camataqui.